# Cleptometopus grossepunctatus
Cleptometopus grossepunctatus là một loài bọ cánh cứng trong họ Cerambycidae.